# CD69
CD69 (англ. CD69 molecule) – білок, який кодується однойменним геном, розташованим у людей на короткому плечі 12-ї хромосоми. Довжина поліпептидного ланцюга білка становить 199 амінокислот, а молекулярна маса — 22 559.
| 10         |  | 20         |  | 30         |  | 40         |  | 50         |
| ---------- |  | ---------- |  | ---------- |  | ---------- |  | ---------- |
| MSSENCFVAE |  | NSSLHPESGQ |  | ENDATSPHFS |  | TRHEGSFQVP |  | VLCAVMNVVF |
| ITILIIALIA |  | LSVGQYNCPG |  | QYTFSMPSDS |  | HVSSCSEDWV |  | GYQRKCYFIS |
| TVKRSWTSAQ |  | NACSEHGATL |  | AVIDSEKDMN |  | FLKRYAGREE |  | HWVGLKKEPG |
| HPWKWSNGKE |  | FNNWFNVTGS |  | DKCVFLKNTE |  | VSSMECEKNL |  | YWICNKPYK  |

A: Аланін

C: Цистеїн

D: Аспарагінова кислота

E: Глутамінова кислота

F: Фенілаланін

G: Гліцин

H: Гістидин

I: Ізолейцин

K: Лізин

L: Лейцин

M: Метіонін

N: Аспарагін

P: Пролін

Q: Глутамін

R: Аргінін

S: Серин

T: Треонін

V: Валін

W: Триптофан

Кодований геном білок за функцією належить до фосфопротеїнів. 
Білок має сайт для зв'язування з лектинами. 
Локалізований у мембрані.